# Perda de carga
Perda de carga é a energia perdida pela unidade de percurso do fluido quando este escoa. Termo muito utilizado em engenharia e mecânica dos fluidos.
A perda de carga num tubo ou canal, é a perda de energia dinâmica do fluido devido à fricção das partículas do fluido entre si e contra as paredes da tubulação que os contenha.
Podem ser contínuas, ao longo dos condutos regulares, acidental ou localizada, devido a circunstâncias particulares, como um estreitamento, uma alteração de direção, a presença de uma válvula, etc.

## Perda de carga em conduto retilíneo
Se o fluxo é uniforme, ou seja, que a seção é constante, e portanto a velocidade também é constante, o princípio de Bernoulli, entre dois pontos pode ser escrito da seguinte forma:
{\displaystyle \ y_{1}+{\frac {P_{1}}{\rho g}}=y_{2}+{\frac {P_{2}}{\rho g}}+\sum _{}^{}\lambda }
onde:
- {\displaystyle \ g} = constante gravitacional;
- {\displaystyle \ y_{i}} = altura geométrica na direção da gravidade na seção {\displaystyle \ i=1} ou {\displaystyle \ 2};
- {\displaystyle \ P} = pressão ao longo da linha de corrente;
- {\displaystyle \ \rho } = densidade do fluido;
- {\displaystyle \ \sum _{}^{}\lambda } = perda de carga; {\displaystyle \ \sum _{}^{}\lambda =J.L}; sendo {\displaystyle \ L} a distância entre as seções 1 e 2; e, {\displaystyle \ J} a variação na pressão manométrica por unidade de comprimento ou inclinação piezométrica, valor que se determina empiricamente para os diversos tipos de material, e é função do raio hidráulico e da rugosidade das paredes e da velocidade média da água.

### Expressões práticas para o cálculo
Para tubos cheios, onde {\displaystyle \ R={\frac {D}{4}}}, a fórmula de Bazin se transforma em:
{\displaystyle \ J=0,000857.\left(1+{\frac {2\gamma }{\sqrt {D}}}\right)^{2}.{\frac {q^{2}}{D^{5}}}}
Os valores de {\displaystyle \ \gamma } são:
- 0,16 para tubos de aço sem soldadura
- 0,20 para tubos de cimento
- 0,23 para tubos de ferro fundido

Simplificando a expressão anterior para tubos de ferro fundido:
{\displaystyle \ J=0,0019.q^{2}.D^{-5,32}}
A fórmula de Kutter, da mesma forma pode ser simplificada:
Com m = 0,175; {\displaystyle \ J=0,0012.q^{2}.D^{-5,26}}
Com m = 0,275; {\displaystyle \ J=0,0016.q^{2}.D^{-5,26}}
Com m = 0,375; {\displaystyle \ J=0,0020.q^{2}.D^{-5,26}}
ver: Coeficiente de rugosidade

## Perdas de carga localizadas
Para qualquer sistema de tubulações, além da perda de carga por atrito do tipo Moody, calculada para o comprimento do tubo, existem as perdas adicionais chamadas de perdas localizadas, devido à:
- Entrada e saída de tubos;
- Curvas, cotovelos, tês e outros acessórios;
- Expansão ou contração brusca;
- Válvulas, totalmente abertas ou parcialmente abertas;
- Expansão e contração gradual.

As perdas de carga localizadas podem ser determinada a partir do coeficiente de perda de carga (K), conforme a equação:

{\displaystyle \ h_{p}=K*{\frac {v^{2}}{2g}}}
Onde:
- {\displaystyle \ h_{p}} = perda de carga localizada (m);
- {\displaystyle \ v} = velocidade média do fluido (m/s), antes ou depois do ponto singular, conforme o caso;
- {\displaystyle \ K} = Coeficiente determinado de forma empírica para cada tipo de ponto singular;
- {\displaystyle \ g} = gravidade  (m/s²).

A seguir são apresentados os valores de K para diferentes acessórios:
| Descrição                            | K    | Descrição                           | K    | Descrição                            | K     |
| Entrada com reentrância              | 0.80 | Curva suave de 90° flangeado        | 0.30 | Válvula globo de 25 mm flangeada     | 13.00 |
| Entrada com canto vivo               | 0.50 | Curva suave de 90° rosqueado        | 0.90 | Válvula globo de 25 mm rosqueada     | 8.20  |
| Entrada com pequeno arredondamento   | 0.20 | Curva chanfrada de 90°              | 1.10 | Válvula gaveta de 25 mm flangeada    | 0.80  |
| Entrada com arredondamento acentuado | 0.04 | Curva de retorno de 180° flangeado  | 0.20 | Válvula gaveta de 25 mm rosqueada    | 0.24  |
| Saída com reentrância                | 1.00 | Curva de retorno de 180° rosqueado  | 1.50 | Válvula retenção de 25 mm flangeada  | 2.00  |
| Saída com canto vivo                 | 1.00 | Tê (escoamento de desvio) flangeado | 1.00 | Válvula retenção de 25 mm rosqueada  | 2.90  |
| Saída com pequeno arredondamento     | 1.00 | Tê (escoamento de desvio) rosqueado | 2.00 | Válvula em ângulo de 25 mm flangeada | 4.50  |
| Saída com arredondamento acentuado   | 1.00 | União rosqueada                     | 0.08 | Válvula ângulo de 25 mm rosqueada    | 4.70  |

### Comprimento equivalente
A perda de carga localizada pode ser determinada a partir de um comprimento equivalente ({\displaystyle \ F_{eq}}), ou seja, a perda que seria causada por um comprimento de tubo equivalente à perda que efetivamente é causada pelo acessório.
A perda de carga localizada pode ser determinada a partir do comprimento equivalente, conforme a equação:

{\displaystyle \ h_{p}=f*{\frac {L_{eq}}{D}}*{\frac {v^{2}}{2g}}}
Onde:
- {\displaystyle \ h_{p}} = perda de carga localizada (m);
- {\displaystyle \ v} = velocidade média do fluido (m/s), antes ou depois do ponto singular, conforme o caso;
- {\displaystyle \ f} = fator de atrito de Darcy;
- {\displaystyle \ g} = gravidade  (m/s²);
- {\displaystyle \ L_{eq}} = comprimento equivalente (m);
- {\displaystyle \ D} = diâmetro interno da tubulação (m).

É possível relacionar o comprimento equivalente ao coeficiente de perda de carga, conforme a equação:

{\displaystyle \ L_{eq}={\frac {D}{f}}*K}

O valor do comprimento equivalente pode ser obtido a partir de tabelas disponíveis na literatura e que variam de acordo com o tipo de acessório e o material.
Para o cálculo da perda de carga total da tubulação, é necessário considerar a perda de carga distribuída e a perda de carga localizada, conforme a equação:
{\displaystyle \ h_{p}=\sum f_{i}*{\frac {L_{i}}{D_{i}}}*{\frac {v_{i}^{2}}{2g}}+\sum K_{j}{\frac {v_{j}^{2}}{2g}}}
| Ícone de esboço | Este artigo sobre física é um esboço. Você pode ajudar a Wikipédia expandindo-o. |